# Nolisair
Nolisair International era la proprietaria di Nationair Canada Inc., una compagnia aerea canadese, e di Technair, una società di manutenzione degli aeromobili. L'azienda era di proprietà di Robert Obadia. La sede si trovava nell'Aeroporto Internazionale di Montréal-Mirabel a Mirabel, Québec.

## Nationair
Nationair iniziò a volare il 19 dicembre 1984: voli charter dalle basi di Montreal e Toronto, con basi stagionali a Québec e voli da Hamilton, nell'Ontario, a Londra, Inghilterra. A un certo punto la Nationair era la terza compagnia aerea del Canada, dopo Air Canada e Canadian Airlines International.
Le destinazioni durante i mesi invernali consistevano principalmente in destinazioni soleggiate in Florida, Caraibi, Messico e Sud America. Quelle estive includevano Vancouver e Calgary, ma ponevano una forte enfasi sulle destinazioni europee, principalmente Inghilterra, Scozia, Portogallo e Francia. Il 5 marzo 1987 alcune destinazioni divennero meta di collegamenti regolari stabili. La compagnia aerea ebbe anche un servizio di linea tutto l'anno tra l'Aeroporto di Montrèal-Mirabel e Bruxelles, in Belgio, con frequenza giornaliera. Nel 1988 effettuava un servizio non-stop programmato tra Toronto e l'aeroporto di Londra-Gatwick.

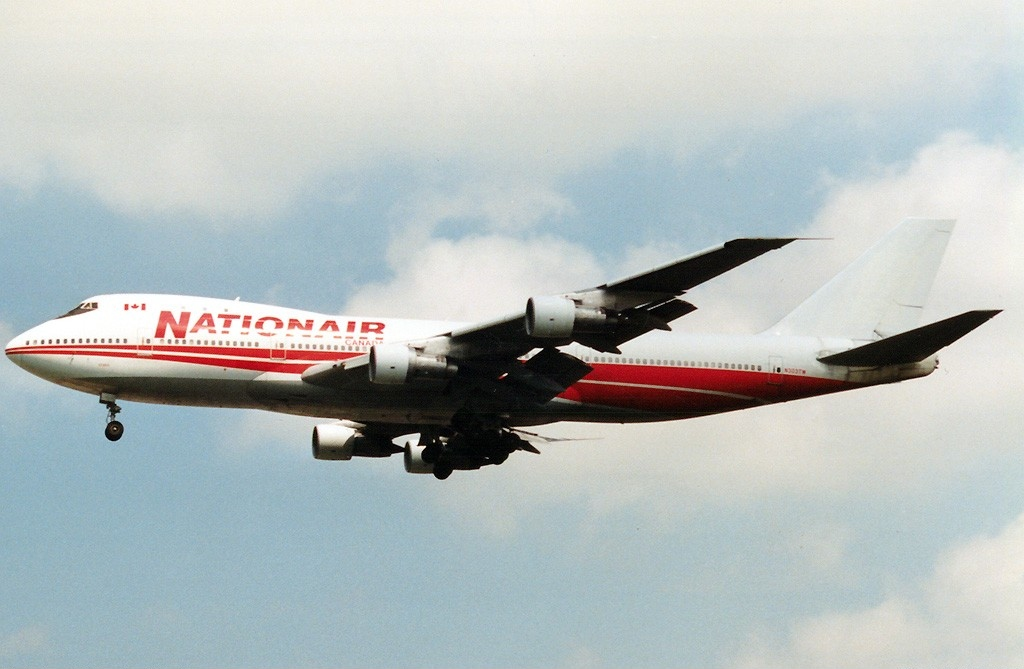
Un Boeing 747 Nationair in leasing per la TWA presso l'aeroporto di Londra-Gatwick.

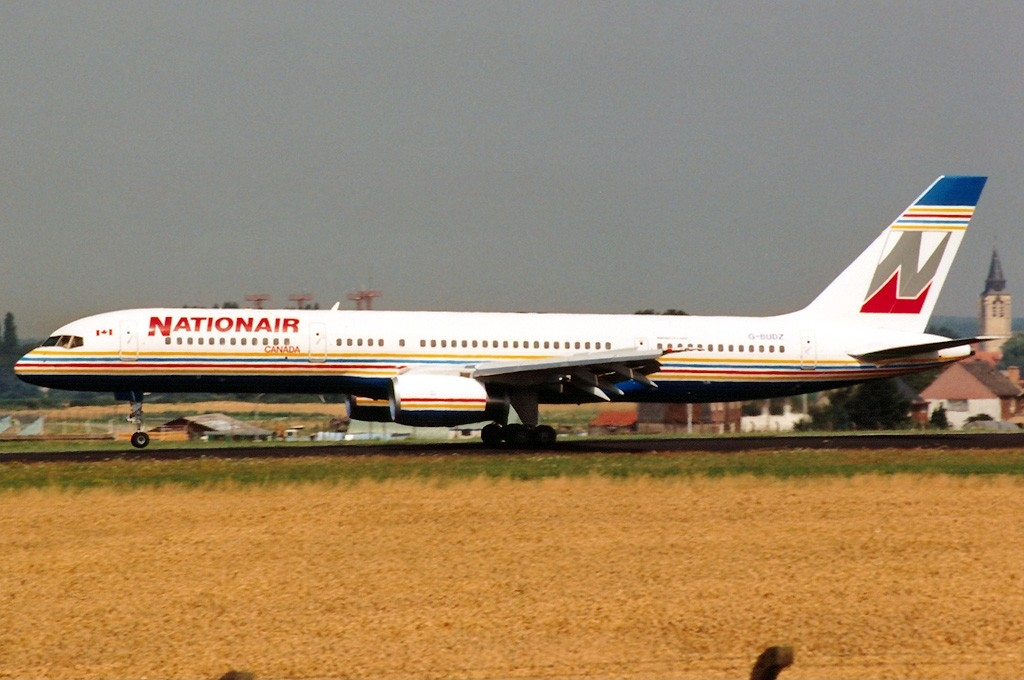
G-BUDZ, un 757 Nationair noleggiato dall'Ambassador Airways in fase di rullaggio sulla pista dell'aeroporto di Bruxelles, il 25 luglio 1992.

La società provò perfino a confrontarsi con Air Canada e Canadian Airlines International, che operavano voli di linea tra Toronto e Montréal, a tariffe economiche e condizioni di codeshare flessibili. Tuttavia questo servizio interno ebbe vita breve. In compenso, nell'aprile 1990, acquistò quanto rimaneva di Odissey International.
Durante i periodi di inattività e al fine di massimizzare l'uso dei suoi aerei, Nationair offriva anche noleggi a vettori terzi. eventulmente con personale di cabina. Ciò consentì agli aerei di essere ipresenti in Medio Oriente durante la Guerra del Golfo compiendo evacuazioni, dislocando truppe in Namibia per conto delle Nazioni Unite ed effettuando voli per la Nigeria Airways nel 1991, di cui uno finito in tragedia.
Nationair effettuò una serie di sub-charter per compagnie aeree come Hispania Líneas Aéreas, Garuda Indonesia, Union des Transports Aériens (UTA) e LTU International (LTU). La compagnia operò alcuni voli per l'UTA nel 1989 durante il periodo in cui il volo UTA 772 fu distrutto in volo.

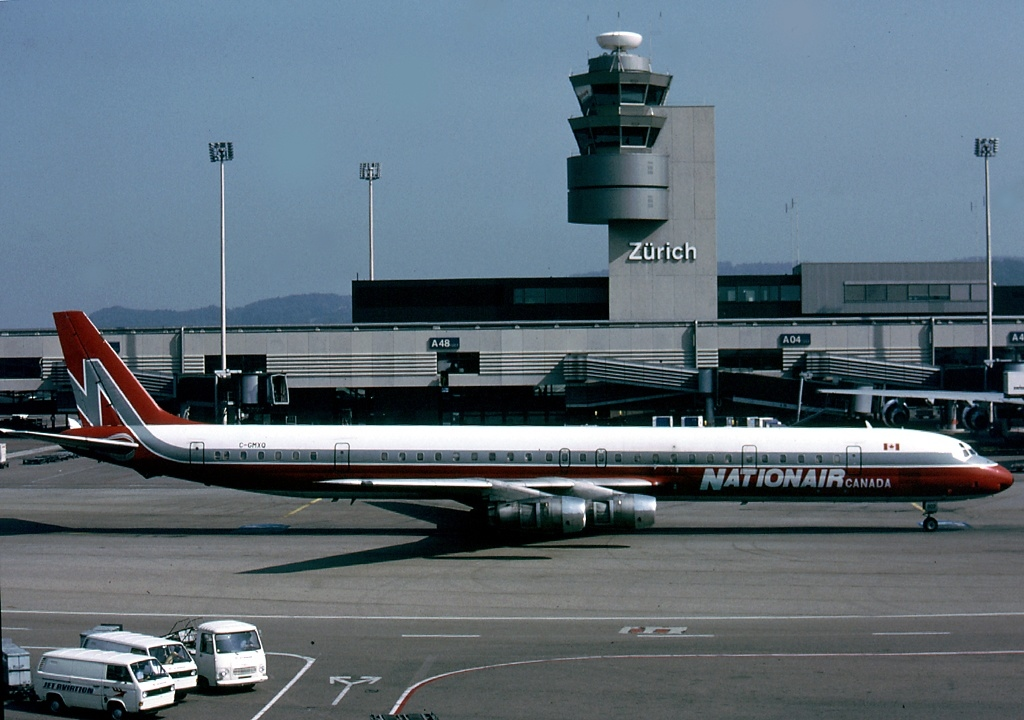
C-GMXQ, il DC-8 coinvolto nel disastro, all'Aeroporto di Zurigo il 15 giugno 1988.

## Incidente aereo di Jeddah
Nationair metteva spesso a disposizione i suoi aerei in tutto il mondo. Tra questi il volo 2120 per conto di Nigeria Airways che si schiantò a Jeddah, in Arabia Saudita, l'11 luglio 1991, uccidendo tutti i 261 occupanti a bordo, inclusi i 14 membri dell'equipaggio canadese. La causa dell'incidente fu riscontrata negli pneumatici sgonfi, i quali provocarono un incendio dovuto ad un surriscaldamento degli stessi, così come il guasto dei sistemi idraulici e la distruzione dell'aereo durante l'atterraggio di emergenza. In seguito si scoprì che il velivolo non era idoneo al volo da diversi giorni prima dell'incidente e che il personale aveva modificato la documentazione in modo che partisse l'11 luglio 1991 pur di non perdere il contratto con Nigeria Airways.
La sicurezza della società era stata spesso messa in discussione ma il presidente, Robert Obadia, negò con veemenza le accuse. Alla fine si sarebbe scoperto che l'azienda spesso volava con aerei non affidabili e che Transport Canada lo sapeva, ma non faceva nulla al riguardo, "perdendo" una revisione sulla sicurezza che metteva la compagnia aerea in cattiva luce. Nel momento in cui venne reso noto pubblicamente che la causa dell'incidente era la negligenza da parte della società, questa era già da diversi anni avviata verso la bancarotta e la dissoluzione.

## Bancarotta
L'incidente aereo, combinato con la scarsa reputazione di Nationair per i servizi poco puntuali e i problemi meccanici, portò a seri problemi di immagine pubblica e affidabilità tra i tour operator. Tutte le attività furono sospese fino al mese di dicembre. Inoltre le difficoltà si aggravarono quando la compagnia mise a terra gli assistenti di volo che dal 19 novembre stavano scioperando come forma di protesta contro le cause dell'incidente di Jeddah, e procedette a sostituirli con chi si era astenuto. Il blocco durò ben 15 mesi, e quando si concluse all'inizio del 1993, Nationair si trovava in gravi difficoltà finanziarie e presentò istanza per la tutela dal fallimento.
La società fallì nella primavera del 1993 dopo che era stato scoperto che doveva al governo milioni di dollari in tasse di atterraggio non pagate. I creditori iniziarono a sequestrarne gli aerei e chiesero denaro in anticipo per i servizi. Nationair fu dichiarata fallita nel maggio 1993, essendo in perdita di ben 75 milioni di dollari canadesi. Nel 1997 Obadia si dichiarò colpevole di otto capi di imputazione di frode in relazione alle attività della società. 

## Flotta
| Aereo            | In flotta |
| ---------------- | --------- |
| Douglas DC-8-61F | 4         |
| Douglas DC-8-62F | 2         |
| Douglas DC-8-63  | 2         |
| Boeing 747-100   | 6         |
| Boeing 747-200   | 4         |
| Boeing 757-200   | 10        |
| Totale           | 28        |